# Caney (Kansas)
Caney es una ciudad ubicada en el condado de Montgomery en el estado estadounidense de Kansas. En el año 2010 tenía una población de 2203 habitantes y una densidad poblacional de 710,65 personas por km².

## Geografía
Caney se encuentra ubicada en las coordenadas 37°0′49″N 95°56′1″O / 37.01361, -95.93361 (37.013537, -95.933739).

## Demografía
Según la Oficina del Censo en 2000 los ingresos medios por hogar en la localidad eran de $31,316 y los ingresos medios por familia eran $40,000. Los hombres tenían unos ingresos medios de $29,833 frente a los $22,917 para las mujeres. La renta per cápita para la localidad era de $17,578. Alrededor del 11.3% de la población estaban por debajo del umbral de pobreza.